# 疑わしい研究行為
疑わしい研究行為（うたがわしいけんきゅうこうい、英：Questionable Research Practices, QRPs）とは、科学研究において、研究者が自身の仮説にとって都合の良い結果を得るために、意図的または無意識的に用いる不適切な研究行為の総称である。「研究上の問題ある実践」とも訳される。
QRPsは、データの改竄、捏造、盗用といった明確な研究不正（Research Misconduct）とは区別されるグレーゾーンの行為を指す。そのため、QRPsが確認されたこと自体が直接的な不正行為と見なされるわけではない。しかし、これらの実践は研究結果の信頼性や客観性を著しく損なうため、近年の再現性の危機を助長する大きな要因と見なされている。
代表的なQRPsには、都合の良い結果が出るまで分析方法を試行錯誤する「p値ハッキング（p-hacking）」や、得られた結果に合わせて後から仮説を立てる「HARKing（Hypothesizing After the Results are Known）」などがある。これらが蔓延する背景には、肯定的な結果（統計的有意差のある結果）を報告する論文の方が採択されやすい「出版バイアス」や、論文の数やインパクトを重視する研究者の評価制度といった、学術界の構造的な問題が存在すると指摘されている。

## QRPsの例
どのような行為がQRPsに該当するかについては定まった基準はない。これは研究に関わる行為は幅広く多様で、かつ状況依存的に変化するためである。そのため事前に細かく定義づけることは現実的ではない。従来は当たり前に行われていた慣習が、現在はQRPsに該当する不適切な行為であると認識されているものもある。また科学研究の分野によってQRPsであるかの判断が変わりうる。
ここでは代表的なQRPsを提示する。
- 自分に都合のいい先行研究だけを取り上げ、不都合な研究を無視する
- p値ハッキング（有意差が出やすいようにケースを選択しそれ以外を外れ値として除外する、ケース数を逐次増やしながら有意性が得られた時点で実験を終了する、多くの変数を比較しながらも有意差がでた変数のみを報告するなど）
- HARKing（結果を見てから合致するような仮説を生成したにも関わらず、あたかも仮説を立ててから検証を行ったかのうように装う）
- 引用先の研究を自分の都合がいいように曲解して引用する
- 保管すべき実験データを破棄する
- ギフト・オーサーシップ（直接論文に関わっていない指導者を共著者に含める）